# Peter Hedges
Peter Hedges (* 6. Juli 1962 in Des Moines, Iowa) ist ein US-amerikanischer Schriftsteller und Drehbuchautor.
Hedges wuchs in West Des Moines, Iowa auf wo er die Valley High School absolvierte. Später studierte er an der North Carolina School of the Arts. Seine Filmkarriere als Drehbuchautor startet mit der Adaptierung seines Romans What's Eating Gilbert Grape für den Film Gilbert Grape – Irgendwo in Iowa. 2003 wurde sein Drehbuch für den Film About a Boy oder: Der Tag der toten Ente für den Oscar nominiert.
Sein Sohn Lucas Hedges ist im Filmgeschäft als Schauspieler tätig.

## Filmografie
Drehbuchautor
- 1993: Gilbert Grape – Irgendwo in Iowa (What’s eating Gilbert Grape?)
- 1999: Unschuldig verfolgt (A map of the world)
- 2002: About a Boy oder: Der Tag der toten Ente (About a Boy)
- 2003: Pieces of April – Ein Tag mit April Burns (Pieces of April)
- 2007: Dan – Mitten im Leben! (Dan in Real Life)
- 2018: Ben is Back

Regisseur
- 2003: Pieces of April – Ein Tag mit April Burns (Pieces of April)
- 2007: Dan – Mitten im Leben! (Dan in Real Life)
- 2012: Das wundersame Leben von Timothy Green (The Odd Life of Timothy Green)
- 2018: Ben is Back

## Romane
- Peter Hedges: Gilbert Grape, irgendwo in Iowa: Roman. Dt. Erstausg. Auflage. Heyne, München 1994, ISBN 3-453-07351-7.
- Peter Hedges: Scotty im Himmel mit sieben: Roman. Schneekluth, Augsburg 1998, ISBN 3-7951-1633-3.